# جی وو (بازیگر)
جی وو (کره‌ای: 지우؛ انگلیسی: Ji Woo؛ زادهٔ چوی جی-وو (کره‌ای: 최지우) در ۲۵ نوامبر ۱۹۹۷) بازیگر اهل کره جنوبی است.

## زندگی و حرفه
جی وو در مدرسه راهنمایی موراک تحصیل کرده‌است. در سال ۲۰۱۷، جی وو سفیر افتخاری در نهمین جشنواره بین‌المللی فیلم مستند دی ام زد در کنار چو جین-وونگ بود. در ژوئن ۲۰۱۹، جی وو با آژانس کینگ کنگ بای استارشیپ قرارداد امضا کرد.

## فیلم‌شناسی

### مجموعه‌های تلویزیونی
| سال  | عنوان                     | نقش                  | توضیحات      | منابع  |
| ---- | ------------------------- | -------------------- | ------------ | ------ |
| ۲۰۱۰ | گل کدو تنبل               | —                    | بیت پارت     | [ ۴ ]  |
| ۲۰۱۱ | جنگ رز                    | پارک جون-هی          |              | [ ۵ ]  |
| ۲۰۱۳ | عشق پاک                   | جونگ سون-جونگ        |              | [ ۶ ]  |
| ۲۰۱۴ | نسل الهام بخش             | کیم اوک-ریون (جوانی) |              | [ ۷ ]  |
| ۲۰۱۴ | همگی محاصره شده‌اید        | او سو-سون (جوانی)    |              | [ ۸ ]  |
| ۲۰۱۷ | سه رنگ فانتزی             | کیم هانا / بیول      |              | [ ۹ ]  |
| ۲۰۱۷ | دوران جوانی               | یو اون-جه            |              | [ ۱۰ ] |
| ۲۰۲۱ | خانه جن‌زده خود را بفروشید | به سو-جونگ           | حضور افتخاری | [ ۱۱ ] |